# Еурот
Еурот (грч. Εὐρώτας) је личност из грчке митологије по коме је названа река Еурота. Представљен је и као бог те реке, а његова кћерка била је Питана.

## Митологија
Био је Милетов син и Лелегов унук. Био је отац Спарте, по којој је Спарта и добила назив. Такође је био Лакедемонов брат, кога Паусаније наводи као Спартиног мужа. Еурот је преносио воду преко равнице на којој се налазила Спарта преко канала до мора, па отуда и назив реци. Према Аполодору, његов отац је Лелег, који га је добио са једном најадом, а као његова мајка се помиње и Тајгета.